# Brunello Cucinelli (azienda)
Brunello Cucinelli S.p.A. è una casa di moda italiana fondata dall'omonimo imprenditore, nota per la produzione di maglieria pregiata in cashmere, con sede a Solomeo, in Umbria. L'azienda è oggi tra le principali realtà internazionali Made in Italy attive nel settore del lusso, avendo sviluppato collezioni femminili e maschili di abbigliamento, potendo contare su una rete dei negozi di proprietà diffusi in tutto il mondo.
È quotata dal 2012 alla Borsa di Milano e dal 2023 è entrata nell’indice FTSE MIB.

## Storia

### Attività imprenditoriale
Fondata da Brunello Cucinelli nel 1978 nei pressi di Perugia, inizia la sua storia con la produzione di maglieria artigianale da donna in cashmere colorato, in controtendenza rispetto ai classici colori naturali dell’epoca. Sette anni più tardi, nel 1985, acquisisce il castello trecentesco di Solomeo, piccolo borgo medioevale alle porte di Perugia dove, nel 1987 (dopo due anni di restauri), viene trasferita la sede dell'impresa. Nel 2001, dopo i lavori di riqualificazione di alcuni opifici dismessi, l’azienda trasferisce gli uffici principali nella valle ai piedi del borgo. Il progetto di recupero e di bonifica del territorio limitrofo prosegue e, dopo diversi anni di lavori, nel 2014  viene inaugurato il Parco della Bellezza che comprende il Parco industriale (con lo stabilimento principale dell’impresa), il Parco Don Alberto Seri, con un campo sportivo aperto al pubblico, e il Parco Agrario con la vigna, frutteti e i campi coltivati.
Nel 2012 la società è quotata presso la Borsa Italiana. Il 27 aprile 2012, nel primo giorno di quotazione, le contrattazioni fanno salire il prezzo del titolo del 49,7% . Nel 2017, anno in cui per la prima volta l'azienda supera i 500 milioni di fatturato, i negozi monomarca sono 124 (15 in Italia, 46 in Europa, 25 nel Nord America, 21 nella Grande Cina, 17 nel resto del mondo) .  Nel 2023 l’azienda entra a far parte del titolo di Borsa Italiana FTSE MIB con una capitalizzazione di 5,7 miliardi di euro .
L’azienda rientra tra i marchi di moda e lusso italiani principali al mondo, contando su una forte eredità nel campo della maglieria di cashmere e non solo, oltre a presentare collezioni complete per donna, uomo, bambini e accessori per la casa. Uno dei punti di forza principali del modello di business è basato sulla filiera di produzione interamente italiana, collocata principalmente nella regione umbra. 
Il processo produttivo mantiene ancora oggi una componente artigianale, con un’attenzione particolare alla formazione e alla tutela delle competenze manifatturiere. In questa direzione si inserisce l'apertura della Scuola dei Mestieri a Solomeo, un'iniziativa finalizzata alla trasmissione delle abilità artigianali alle nuove generazioni.

### Etica aziendale
L’azienda è nota per adottare i principi del c.d. “capitalismo umanistico”, espressione coniata dall’imprenditore Brunello Cucinelli e derivante da una visione etica del profitto e, di conseguenza, di una crescita economica controbilanciata da iniziative economiche che si prendono cura dei lavoratori, dell’ambiente e della comunità. 
L’approccio si concentra sulla centralità della persona e sulla tutela della dignità morale ed economica.
Tra le misure adottate dall’azienda rientrano l’attenzione alla qualità degli ambienti di lavoro, progettati per essere accoglienti e luminosi, e il rispetto degli orari stabiliti.

## Azionariato
L'azionariato comunicato alla CONSOB è il seguente:
- Trust Brunello Cucinelli: 57,000%
  - Fedone: 57,000%
- FMR: 9,878%
  - FMR: 9,345%
  - Fidelity (Canada) Asset Management: 0,533%
- OppenheimerFunds: 5,014%
- Altri azionisti: 28,108%

## Dati economici
Nel 2018 ha registrato ricavi per 552,996 milioni di euro con un aumento del 8,1% rispetto al 2017. I ricavi sono ottenuti per il 15,9% in Italia, il 29,6% in Europa, il 33,9% nel Nord America, il 9.9% in Cina e il 10.7% nel resto del mondo. Le vendite sono realizzate per il 53,6% con il canale retail. I punti vendita sono in totale 127. L'Ebitda è di 95,1 milioni, pari al 17,2% dei ricavi. L'utile netto è di 46 milioni.
Nel 2019 i ricavi ammontano a 607.761 milioni di euro con un aumento del 9,9% rispetto al 2018. I ricavi sono ottenuti per il 14,8% in Italia, il 30,4% in Europa, il 33,6% nel Nord America, il 10.3% in Cina e il 10.9% nel resto del mondo. Le vendite sono realizzate per il 55,8% con il canale retail. I punti vendita sono in totale 136. L'Ebitda è di 169.6 milioni, pari al 17,4% dei ricavi. L'utile netto è di 53 milioni.